# IC 5157
IC 5157 — галактика типу E (еліптична галактика) у сузір'ї Південна Риба.
Цей об'єкт міститься в оригінальній редакції індексного каталогу.